# Melanagromyza hastata
Melanagromyza hastata är en tvåvingeart som beskrevs av Spencer 1977. Melanagromyza hastata ingår i släktet Melanagromyza och familjen minerarflugor. Inga underarter finns listade i Catalogue of Life.